# María Amelia López
María Amelia López Soliño, (Mugía, La Coruña, 23 de diciembre de 1911-Mugía, 20 de mayo de 2009), fue una popular bloguera española.

## Vida personal
Bloguera conocida nacional e internacionalmente a raíz de un blog creado por su nieto, que le regaló a María Amelia por su 95.º cumpleaños, en diciembre de 2006. Este hecho, provocó que miles de diarios, televisiones y radios se hicieran eco de la noticia. Durante sus más de dos años y medio, el blog reunió a millones de personas de distintos puntos del planeta, que sentían un gran cariño y aprecio por la anciana, intercambiando anécdotas y experiencias de su vida con ella. María Amelia, era vecina de Mugía, un pueblecito costero de la provincia de La Coruña en Galicia. 
En 2007 ganó dos premios Bobs al mejor blog español otorgados por el público y el jurado.

## Fallecimiento
Falleció la mañana del 20 de mayo de 2009, a las 6.00 de la madrugada, debido a sus continuos achaques propios de sus 97 años, en su casa que tanto quería.